# Gnomz
Gnomz.com est un site web qui permet de créer des bandes dessinées personnalisées en choisissant ses personnages et ses décors. C'est aussi une plate-forme de blogs et de forums.
En 2005, Gnomz a représenté la France dans le cadre du World Summit Awards, le concours en marge du Sommet mondial sur la société de l'information, dans la catégorie e-entertainment.

## Histoire
En 2002, Nicolas Dève, alors étudiant en IUT, crée un site web permettant de créer des comics à partir de décors et de ses professeurs et camarades dans un style pixel-art. Par la suite, il crée un second site, TOUSenBD.com, sur le même schéma que le premier, à la différence près que les personnages étaient des personnages connus (politiques, sportifs, chanteurs...). Peu de temps après, Fluctuat rachète le site web et, en partenariat avec Nicolas Dève, ils donnent naissance à une nouvelle version, Gnomz.com.
En mars 2006, la société Fluctuat qui édite Gnomz.com (et qui est à l'origine du magazine culturel Fluctuat.net) annonce son rachat par le groupe Doctissimo.
Le site ferme officiellement le 31 décembre 2010 pour des raisons financières. Un mois plus tard, le site rouvre temporairement ses portes, cependant, il ne fonctionne que par à-coups. Au début de mai 2011, le site n'est plus accessible.